# Mieczysław Daab
Mieczysław Feliks Daab (ur. 19 sierpnia 1908 w Warszawie, zm. 22 sierpnia 1980 tamże) – kapitan dyplomowany obserwator Wojska Polskiego II RP i Polskich Sił Powietrznych.

## Życiorys
Był synem ewangelików Jana i Stanisławy, dalszym kuzynem Adolfa Daaba. Uczył się w Prywatnym Męskim Gimnazjum im. Mikołaja Reja Zboru Ewangelicko-Augsburskiego Świętej Trójcy w Warszawie, a następnie w Męskim Gimnazjum Tadeusza Sadkowskiego. 4 sierpnia 1934 r. ukończył Szkołę Podchorążych Artylerii w Toruniu i został mianowany podporucznikiem ze starszeństwem z dniem 15 sierpnia 1934 i 84 lokatą w korpusie oficerów artylerii, przydzielony do 4 dywizjonu artylerii konnej w Suwałkach. Na stopień porucznika został mianowany ze starszeństwem z 19 marca 1938 i 73. lokatą w korpusie oficerów lotnictwa, grupa liniowa. W marcu 1939 pełnił służbę w 4 pułku lotniczym w Toruniu na stanowisku starszego obserwatora 42 eskadry liniowej.
W kampanii wrześniowej 1939 walczył jako obserwator w 42 eskadrze rozpoznawczej. Wykonał 3 loty bojowe. Został skierowany do Rumunii, skąd w październiku 1939 ewakuowano go drogą morską do Marsylii, a następnie do francuskiej bazy lotniczej Bron koło Lyonu, gdzie dostał przydział do eskadry bojowej.
W czerwcu 1940 został wysłany do Anglii i przydzielony do 301 dywizjonu bombowego Ziemi Pomorskiej. Postrzelony w czwartym locie nad Holandią, ranny wylądował w Anglii 18 sierpnia 1942. W jedenastym locie nad Francją został zestrzelony. Po kilku dniach wędrówki-ucieczki wydany Gestapo i osadzony w więzieniu w Dijon, a następnie w Stalagu Luft III w Żaganiu, gdzie przebywał do 1 stycznia 1945 r. Ewakuowany pieszo do Luckenwalde. Tam doczekał wyzwolenia, po czym został przewieziony samolotem do Anglii, gdzie za zasługi bojowe mianowano go kapitanem ze starszeństwem z dniem 1 września 1942. W 1946 ukończył VII Kurs Wyższej Szkoły Lotniczej w Weston-super-Mare. Zdemobilizowany w 1948 r., pracował w Anglii aż do emerytury, gdzie ożenił się z kpt. pil. Anną Leską, polską pilotką służącą w czasie wojny w ATA. W 1977 r. wrócił wraz z żoną do Polski. 

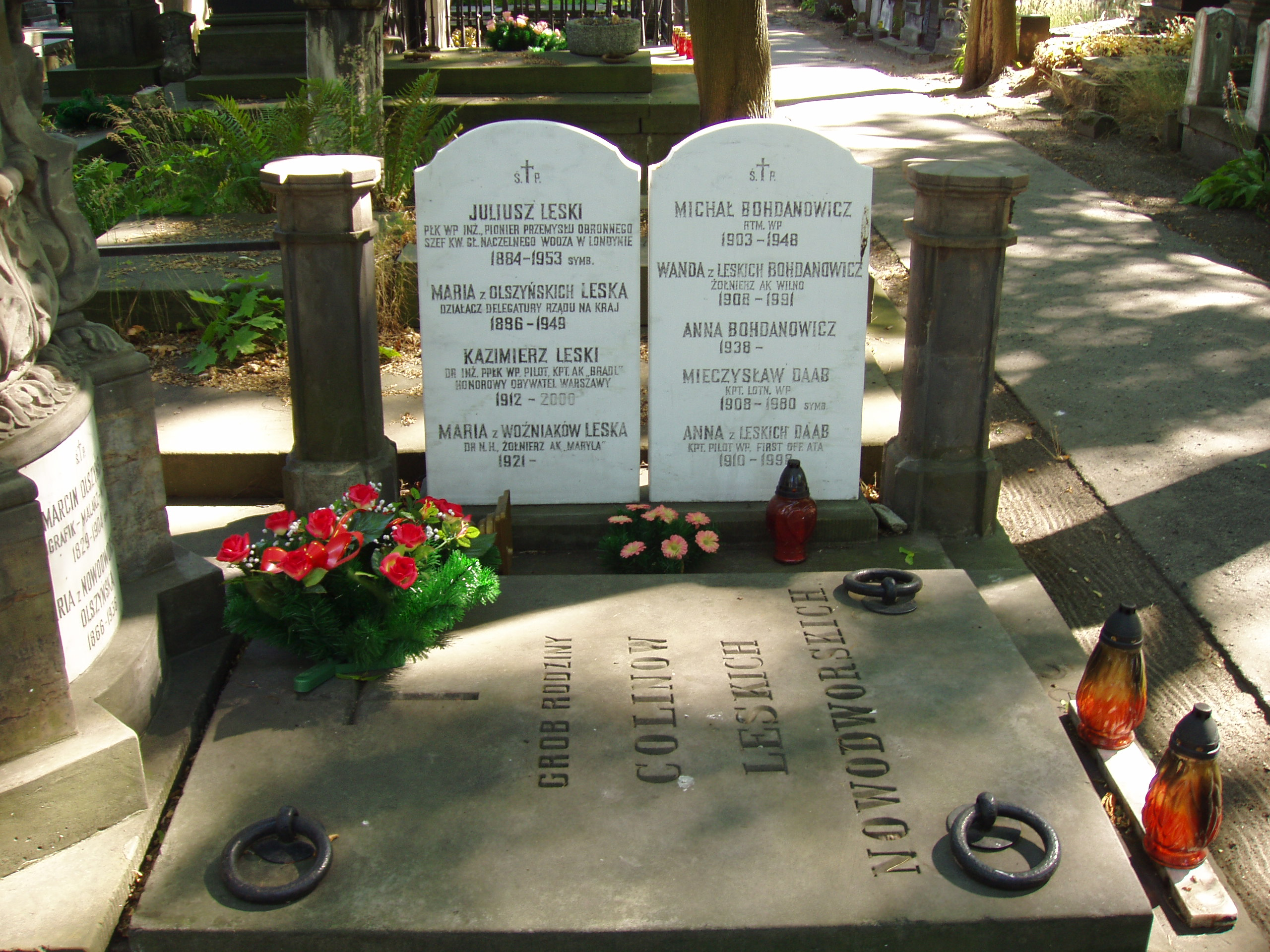
Grobowiec rodzinny Anny i Mieczysława Daabów

Zmarł 22 sierpnia 1980 w Warszawie. Pochowany na cmentarzu ewangelicko-augsburskim w Warszawie (aleja 59, miejsce 17).

## Ordery i odznaczenia
- Krzyż Walecznych – czterokrotnie[potrzebny przypis]
- Medal Lotniczy – trzykrotnie[potrzebny przypis]
- Air Crew Europe Star